# 尹白南
尹白南（韓語：윤백남，1888年11月7日—1954年9月29日），本名尹教重（윤교중），朝鲜半岛現代剧作家鼻祖、早期电影先驱、导演，执导了朝鲜半岛首部故事片《月光下的盟誓》，并于1925年创建了朝鲜半岛电影史上的首个独立电影公司“尹白南制作公司”:60-61。
尹白南1888年11月7日出生于今韩国忠清南道公州市，本貫坡平尹氏。尹白南6岁时，其父尹始炳出任兵马节度使，全家搬往漢城（今首尔）。15岁时，尹白南从中学毕业后结婚，并留学日本，18岁时，被选为韩国皇室公费留学生进入日本早稻田大学政治系学习。由于当时的朝鲜总督府禁止朝鲜人攻读政治学，他不得不转学到东京高等商业学校（現一橋大學）商业系学习4年。留学期间，尹白南一直关注他感兴趣的文学、戏剧和电影。1910年，他回国后，先后从事银行代理、学校教师的工作，但最终还投身自己喜爱的演艺界。1912年，他与赵一齐组建了剧团“文秀星”，并在圆觉社上演了演剧《不如归》，开始了他的演剧生涯。1916年，他创办了朝鲜半岛最早的艺术杂志《艺苑》。他还是京城广播电台第一任朝鲜语广播科长，开创了朝鲜语广播的新纪元。:60
1923年开始，尹白南投身电影制作，执导了由朝鲜总督府递信局资助的为鼓励民众储蓄的启蒙电影《月光下的盟誓》。该片被认为是朝鲜半岛历史上的首部故事片。之后，他在釜山朝鲜株式会社（日本人创办）制作的影片《云英传》（1925年）中出任编剧和导演。同年，尹白南代领原釜山朝鲜株式会社的副导演李庆孙、实力演员罗云奎在乙支路5街创建了朝鲜半岛电影史上的首个独立电影公司“尹白南制作公司”，引发当时朝鲜电影人创建独立电影制作公司的热潮。“尹白南制作公司”当年推出了电影《沈清传》。1930年，“尹白南制作公司”为庆祝《东亚日报》创刊10周年，制作了影片《正义胜利》。:61
晚年，尹白南出任了徐罗筏艺术大学首任校长。:60